# Nina Quartero
Nina Quartero (parfois créditée Nena Quartero ou Nena Quartaro) est une actrice américaine, née Gladys Quartararo le 17 mars 1908 à New York (État de New York), morte le 23 novembre 1985 à Los Angeles — Quartier de Woodland Hills (Californie).

## Biographie
Sous le nom de scène de Nina Quartero, le plus souvent comme second rôle de caractère, voire dans des petits rôles non crédités, elle mène une assez brève carrière au cinéma et contribue à quarante-quatre films américains (dont des westerns). Les trois premiers — muets — sortent en 1928, dont The Red Mark de James Cruze, où elle partage la vedette avec Gaston Glass.
Un de ses films les connus au cours des années 1930 est Fra Diavolo d'Hal Roach et Charley Rogers (1933, avec Laurel et Hardy). Son dernier film est La Fille et son cow-boy de William A. Seiter (avec Jean Arthur et John Wayne), sorti en 1943, après lequel elle se retire définitivement.

## Filmographie partielle
- 1928 : Driftin' Sands de Wallace Fox : Nita Aliso
- 1928 : The Red Mark de James Cruze : Zelie
- 1928 : L'Arche de Noé (Noah's Ark) de Michael Curtiz : La jeune française
- 1929 : The Redeeming Sin de Howard Bretherton : Mitzi
- 1929 : The Virginian de Victor Fleming : La jeune femme au bar
- 1929 : The Eternal Woman de John P. McCarthy : Consuelo
- 1930 : Isle of Escape (en) de Howard Bretherton : Loru
- 1930 : Honeymoon Zeppelin de Mack Sennett (court métrage) : Nina Mendoza
- 1930 : Golden Dawn de Ray Enright : Une demoiselle d'honneur
- 1930 : Men of the North d'Hal Roach : Woolie-Woolie
- 1931 : Le Tueur de l'Arizona (Arizona Terror) de Phil Rosen : Lola
- 1931 : The Fighting Sheriff de Louis King : Tiana
- 1931 : The Bachelor Father de Robert Z. Leonard : Maria Credaro
- 1931 : Arizona de George B. Seitz : Conchita
- 1933 : Conflits (Hell Below) de Jack Conway : Une infirmière
- 1933 : Under Secret Orders (en) de Sam Newfield : Carmencita Alverez
- 1933 : L'Homme de Monterey (The Man from Monterey) de Mack V. Wright : Anita Garcia
- 1933 : The Monkey's Paw de Wesley Ruggles et Ernest B. Schoedsack : Nura
- 1933 : Fra Diavolo (The Devil's Brother) de Hal Roach et Charley Rogers : Rita
- 1935 : The Cyclone Ranger (en) de Robert F. Hill : Nita Garcia
- 1935 : Une femme à bord (Vagabond Lady) de Sam Taylor : L'amie de Tony
- 1936 : The Three Mesquiteers de Ray Taylor : Une serveuse
- 1936 : Phantom of Santa Fe de Jacques Jaccard : Teresa Valardi
- 1936 : Sa femme et sa secrétaire (Wife vs. Secretary) de Clarence Brown : L'opératrice téléphonique cubaine
- 1936 : Le Billet fatal (Two in a Crowd) d'Alfred E. Green : Celito
- 1937 : Left-Handed Law de Lesley Selander : Chiquita
- 1937 : Sous-marin D-1 (Submarine D-1) de Lloyd Bacon : une fille (non créditée)
- 1938 : Torchy Blane in Panama de William Clemens : Une danseuse cubaine
- 1940 : L'Enfer vert (Green Hell) de James Whale : Une jeune native
- 1943 : La Fille et son cow-boy (A Lady Takes a Chance) de William A. Seiter : Carmencita

## Galerie photos

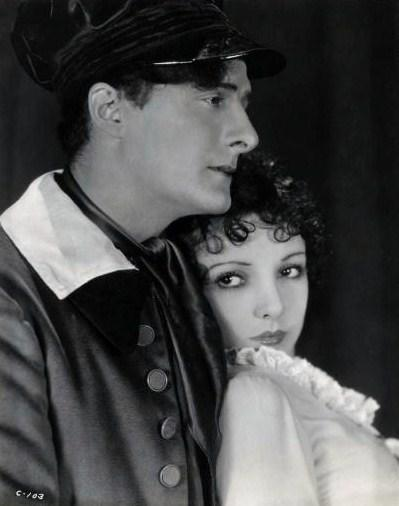
Avec Gaston Glass, dans The Red Mark (1928, photo promotionnelle)
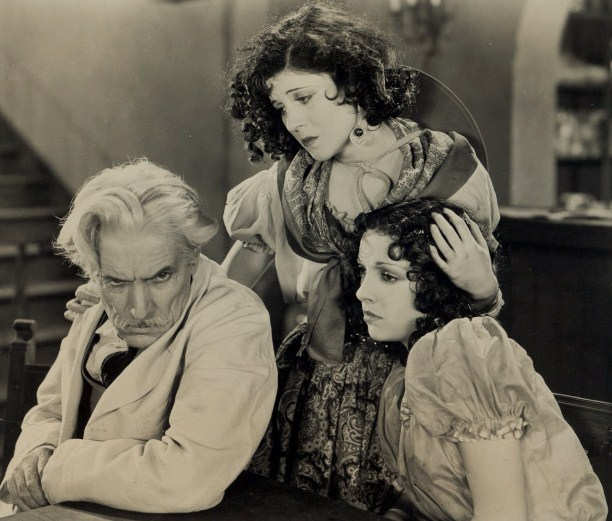
Avec Josef Swickard et Olive Borden (au centre), dans The Eternal Woman (1929, photo promotionnelle)
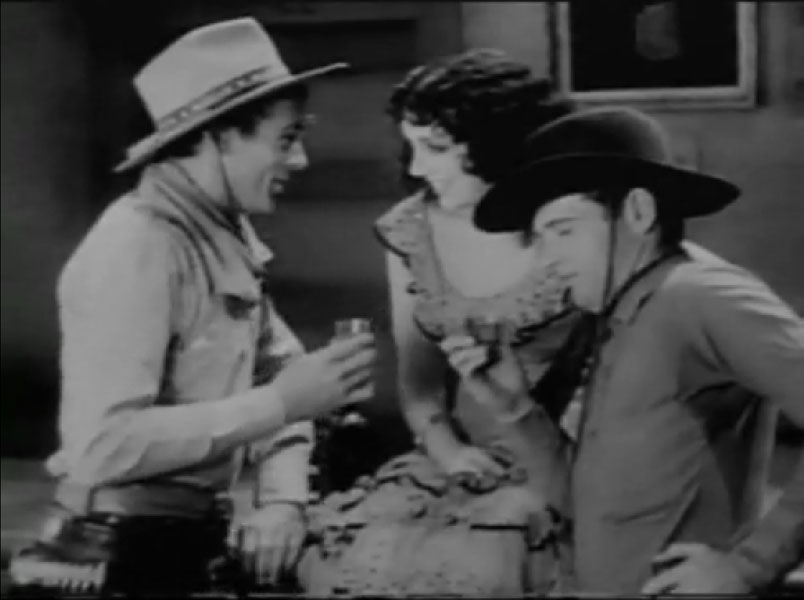
Avec Gary Cooper (à g.) et Richard Arlen, dans The Virginian (1929)